# Artikulatorisk fonetik
Artikulatorisk fonetik är den del av fonetiken som beskriver artikulationen (talproduktionen) av språkljud, det vill säga hur man använder sig av talorganen för att producera olika språkljud.